# Theodore Dreiser
Theodore Herman Albert Dreiser (født 27. august 1871 i Terre Haute, død 28. december 1945i Los Angeles) var en amerikansk forfatter.
Forældrene var indvandrede katolikker fra Bøhmen og han voksede op i en børnerig, fattig og religiøs væverfamilie.
Dreiser påbegyndte et universitetsstudium som han aldrig fuldførte.
Som ung blev Dreiser påvirket Balzacs realistiske romaner og Julian Huxleys og Herbert Spencers naturalistiske- og evolutions strømninger, som havde afsmittende virkning på hans senere forfatterskab.
Dreiser ernærede sig ved siden af forfatterskabet som journalist og redaktør ved forskellige dag- og ugeblade.
I 1928 udsendte Dreiser en positiv rejsebog fra Sovjetunionen, Dreiser Looks at Russia og det år han døde, blev han medlem af det amerikanske kommunistparti.
Kontroversiel var Dreiser i høj grad, han så med sit skarpe blik storbyens skyggesider, fokuserende på seksualitet, penge og magt.
Et folkeligt gennembrud fik Dreiser med romanen An American Tragedy, 1925 (En amerikansk tragedie, 1928) filmatiseret i 1931. 
Stor indflydelse havde Dreiser på senere kommende forfattere, blandt andet James T. Farrell, John Steinbeck og Saul Bellow .